# Aquädukt über die Murg
Das Aquädukt über die Murg ist eine 1885 erbaute Bogenbrücke aus Stampfbeton zwischen Forbach-Langenbrand und Weisenbach im Nordschwarzwald. Als Teil eines Kanalkraftwerks führt sie der Murg weiter oben entnommenes Wasser über den Fluss hinweg zum Gelände der ehemaligen Papierfabrik E. Holtzmann & Cie. Die Brücke steht seit 1979 unter Denkmalschutz.
Die Wasserleitung beginnt an einem Einlaufbauwerk (▼) vor der Murgschleife oberhalb der Papierfabrik und durchquert den von der Schleife umgebenen Bergrücken in einem Stollen bis unmittelbar vor der Brücke. Ein Kanal führt weiter zur Turbine auf dem ehemaligen Holtzmann-Werkteil Breitwies, wo, heute von der Wasserkraftwerke Murg Breitwies Schlechtau GmbH & Co. KG, ein Gefälle von 17 Metern zur Energieerzeugung genutzt wird.
Das Aquädukt ist eine der ersten und die älteste der noch erhaltenen Bogenbrücken aus unbewehrtem Stampfbeton in Deutschland. Ihr etwa 1,30 m dicker, eingespannter Bogen hat eine Stützweite von 40 m und eine Pfeilhöhe von ca. 5 m. Auf ihm sind kleine Bögen aufgeständert, die das ursprünglich offene, 2,20 m breite Gerinne tragen. In den Zwickeln zwischen den Bögen sind kleine runde Aussparungen angeordnet, die teilweise auch nur angedeutet sind.  Das Wasser wird heute in einer Rohrleitung über die Brücke geführt.
Der Bauherr des Aquädukts war die Papierfabrik E. Holtzmann & Cie., der Entwurf des Ingenieurs Karl von Müller, Freiburg im Breisgau, wurde von dem Bauunternehmen Thormann und Schneller aus Augsburg ausgeführt.